# Makoto Tanaka
Makoto Tanaka 田中 誠?, Tanaka Makoto (Shizuoka, 8 agosto 1975) è un ex calciatore giapponese, di ruolo difensore.

## Statistiche

### Cronologia presenze e reti in nazionale
| Cronologia completa delle presenze e delle reti in nazionale ― Giappone | Cronologia completa delle presenze e delle reti in nazionale ― Giappone | Cronologia completa delle presenze e delle reti in nazionale ― Giappone | Cronologia completa delle presenze e delle reti in nazionale ― Giappone | Cronologia completa delle presenze e delle reti in nazionale ― Giappone | Cronologia completa delle presenze e delle reti in nazionale ― Giappone | Cronologia completa delle presenze e delle reti in nazionale ― Giappone | Cronologia completa delle presenze e delle reti in nazionale ― Giappone |
| Data                                                                    | Città                                                                   | In casa                                                                 | Risultato                                                               | Ospiti                                                                  | Competizione                                                            | Reti                                                                    | Note                                                                    |
| ----------------------------------------------------------------------- | ----------------------------------------------------------------------- | ----------------------------------------------------------------------- | ----------------------------------------------------------------------- | ----------------------------------------------------------------------- | ----------------------------------------------------------------------- | ----------------------------------------------------------------------- | ----------------------------------------------------------------------- |
| 25-4-2004                                                               | Zalaegerszeg                                                            | Ungheria                                                                | 3 – 2                                                                   | Giappone                                                                | Amichevole                                                              | -                                                                       |                                                                         |
| 28-4-2004                                                               | Praga                                                                   | Rep. Ceca                                                               | 0 – 1                                                                   | Giappone                                                                | Amichevole                                                              | -                                                                       |                                                                         |
| 9-7-2004                                                                | Hiroshima                                                               | Giappone                                                                | 3 – 1                                                                   | Slovacchia                                                              | Amichevole                                                              | -                                                                       | 47’                                                                     |
| 13-7-2004                                                               | Yokohama                                                                | Giappone                                                                | 1 – 0                                                                   | Serbia e Montenegro                                                     | Amichevole                                                              | -                                                                       |                                                                         |
| 20-7-2004                                                               | Chongqing                                                               | Giappone                                                                | 1 – 0                                                                   | Oman                                                                    | Coppa d'Asia 2004 - 1º turno                                            | -                                                                       | 48’                                                                     |
| 24-7-2004                                                               | Chongqing                                                               | Thailandia                                                              | 1 – 4                                                                   | Giappone                                                                | Coppa d'Asia 2004 - 1º turno                                            | -                                                                       | 46’                                                                     |
| 28-7-2004                                                               | Chongqing                                                               | Giappone                                                                | 0 – 0                                                                   | Iran                                                                    | Coppa d'Asia 2004 - 1º turno                                            | -                                                                       |                                                                         |
| 31-7-2004                                                               | Chongqing                                                               | Giappone                                                                | 1 – 1 dts (4 – 3 dtr)                                                   | Giordania                                                               | Coppa d'Asia 2004 - Quarti di finale                                    | -                                                                       | 115’                                                                    |
| 3-8-2004                                                                | Jinan                                                                   | Bahrein                                                                 | 3 – 4 dts                                                               | Giappone                                                                | Coppa d'Asia 2004 - Semifinale                                          | -                                                                       | 44’                                                                     |
| 7-8-2004                                                                | Pechino                                                                 | Cina                                                                    | 1 – 3                                                                   | Giappone                                                                | Coppa d'Asia 2004 - Finale                                              | -                                                                       |                                                                         |
| 18-8-2004                                                               | Shizuoka                                                                | Giappone                                                                | 1 – 2                                                                   | Argentina                                                               | Kirin Cup                                                               | -                                                                       | 46’                                                                     |
| 8-9-2004                                                                | Kolkata                                                                 | India                                                                   | 0 – 4                                                                   | Giappone                                                                | Qual. Mondiali 2006                                                     | -                                                                       | 23’ 73’                                                                 |
| 13-10-2004                                                              | Mascate                                                                 | Oman                                                                    | 0 – 1                                                                   | Giappone                                                                | Qual. Mondiali 2006                                                     | -                                                                       | 90+2’                                                                   |
| 16-12-2004                                                              | Yokohama                                                                | Giappone                                                                | 0 – 3                                                                   | Germania                                                                | Amichevole                                                              | -                                                                       | 52’                                                                     |
| 29-1-2005                                                               | Yokohama                                                                | Giappone                                                                | 4 – 0                                                                   | Kazakistan                                                              | Amichevole                                                              | -                                                                       | 88’                                                                     |
| 2-7-2005                                                                | Saitama                                                                 | Giappone                                                                | 3 – 0                                                                   | Siria                                                                   | Amichevole                                                              | -                                                                       | 81’                                                                     |
| 9-2-2005                                                                | Saitama                                                                 | Giappone                                                                | 2 – 1                                                                   | Corea del Nord                                                          | Qual. Mondiali 2006                                                     | -                                                                       | 51’ 66’                                                                 |
| 30-3-2005                                                               | Saitama                                                                 | Giappone                                                                | 1 – 0                                                                   | Bahrein                                                                 | Qual. Mondiali 2006                                                     | -                                                                       |                                                                         |
| 22-5-2005                                                               | Niigata                                                                 | Giappone                                                                | 0 – 1                                                                   | Perù                                                                    | Amichevole                                                              | -                                                                       |                                                                         |
| 27-5-2005                                                               | Tokyo                                                                   | Giappone                                                                | 0 – 1                                                                   | Emirati Arabi Uniti                                                     | Amichevole                                                              | -                                                                       | 77’                                                                     |
| 3-6-2005                                                                | Manama                                                                  | Bahrein                                                                 | 0 – 1                                                                   | Giappone                                                                | Qual. Mondiali 2006                                                     | -                                                                       |                                                                         |
| 8-6-2005                                                                | Bangkok                                                                 | Corea del Nord                                                          | 0 – 2                                                                   | Giappone                                                                | Qual. Mondiali 2006                                                     | -                                                                       |                                                                         |
| 16-6-2005                                                               | Hannover                                                                | Giappone                                                                | 1 – 2                                                                   | Messico                                                                 | Conf. Cup 2005 - 1º turno                                               | -                                                                       |                                                                         |
| 19-6-2005                                                               | Francoforte                                                             | Giappone                                                                | 1 – 0                                                                   | Grecia                                                                  | Conf. Cup 2005 - 1º turno                                               | -                                                                       |                                                                         |
| 22-6-2005                                                               | Colonia                                                                 | Giappone                                                                | 2 – 2                                                                   | Brasile                                                                 | Conf. Cup 2005 - 1º turno                                               | -                                                                       |                                                                         |
| 31-7-2005                                                               | Daejeon                                                                 | Corea del Nord                                                          | 1 – 0                                                                   | Giappone                                                                | Coppa dell'Asia orientale 2005                                          | -                                                                       | 46’                                                                     |
| 17-8-2005                                                               | Yokohama                                                                | Giappone                                                                | 2 – 1                                                                   | Iran                                                                    | Qual. Mondiali 2006                                                     | -                                                                       |                                                                         |
| 7-9-2005                                                                | Rifu                                                                    | Giappone                                                                | 5 – 4                                                                   | Honduras                                                                | Amichevole                                                              | -                                                                       | 87’                                                                     |
| 8-10-2005                                                               | Riga                                                                    | Lettonia                                                                | 2 – 2                                                                   | Giappone                                                                | Amichevole                                                              | -                                                                       |                                                                         |
| 16-11-2005                                                              | Tokyo                                                                   | Giappone                                                                | 1 – 0                                                                   | Angola                                                                  | Amichevole                                                              | -                                                                       | 66’                                                                     |
| 10-2-2006                                                               | San Francisco                                                           | Stati Uniti                                                             | 3 – 2                                                                   | Giappone                                                                | Amichevole                                                              | -                                                                       | 55’                                                                     |
| 9-5-2006                                                                | Osaka                                                                   | Giappone                                                                | 1 – 2                                                                   | Bulgaria                                                                | Amichevole                                                              | -                                                                       | 61’                                                                     |
| Totale                                                                  |                                                                         | Presenze                                                                | 32                                                                      |                                                                         | Reti                                                                    | 0                                                                       |                                                                         |

## Palmarès

### Club
- Campionato giapponese: 3

Júbilo Iwata: 1997, 1999, 2002

### Nazionale
- Coppa d'Asia: 1

2004

### Individuale
- Incluso nel "Miglior 11" del campionato giapponese: 2

1998, 2002